# チャイロニワシドリ
チャイロニワシドリ (学名 : Amblyornis inornata)とは、ニワシドリ科カンムリニワシドリ属に属する鳥である。

## 分布
熱帯雨林のフォーゲルコップ半島、ニューギニア島西部に分布し棲息している。

## 体格
メスはオスより小柄。体長は約25cm、重さは105～155g。 
体色は、茶色。
平均寿命は約30年。

## 生態
オスは、メイポールと呼ばれる、小屋を作る。
小屋の前やその周囲にメスを誘き寄せるために鮮やかな花、木の実、昆虫の羽、缶など様々なものを集めてメスの気を引く行動をする。
飾りが多ければ多いほど往復を繰り返すための体力がある証拠でもある。
オスには鳴き声を真似る特技があり、鳥の羽ばたく音からイヌやネコの鳴き声、ウマの嘶き声、さらには人の声までも真似る。これも多くのレパートリーを持つことで知識量の証拠としてもメスを誘き寄せている。

## 摂食
果実、種子、昆虫やカタツムリを中心に食べている。

## 繁殖
卵が孵化した後、約１ヶ月間はメスだけで世話をする。